# Besuchetostes mussardi
Besuchetostes mussardi är en skalbaggsart som beskrevs av Renaud Maurice Adrien Paulian 1972. Besuchetostes mussardi ingår i släktet Besuchetostes och familjen Hybosoridae. Inga underarter finns listade.